# Agnes Debrit-Vogel
Agnes Debrit-Vogel (* 3. Januar 1892 in Bern; † 23. Mai 1974 ebenda, heimatberechtigt in Genf, Morges und Tolochenaz) war eine Chronistin der schweizerischen Frauenbewegung.

## Leben
Agnes Vogel studierte nach der Ausbildung zur Primarlehrerin Philologie in Bern und Genf. 1921 promovierte sie über die Gedichte Walthers von der Vogelweide. Sie war mit dem Journalisten Jean Debrit verheiratet, Mutter eines Sohnes und arbeitete als Journalistin.

## Arbeit
Im Dienste der Schweizerischen Frauenbewegung und des Frauenstimm- und -wahlrechts schrieb sie Referentenführer, Festschriften, Kongress- und Reiseberichte. Von 1924 bis 1948 redigierte sie die Frauen-Zeitung Berna. Debrit-Vogel verfasste Artikel im Jahrbuch der Schweizerfrauen, in Le Mouvement Féministe und in der Schweizerischen Lehrerinnenzeitung. Sie arbeitete an der Biografiesammlung Frauen der Tat mit, die 45 Frauen vom 17. bis 19. Jahrhundert porträtierte. Zudem trug sie zusammen mit ihrer Mitarbeiterin Gertrud Lüthardt über tausend Artikel und Fotografien von Schweizerinnen zusammen. Die Sammlung lieferte einen Grundstock zum heutigen Archiv zur Geschichte der Schweizerischen Frauenbewegung (AGoF – Archiv Gosteli Foundation).
Von 1928 bis 1934 sass Debrit-Vogel im Vorstand des Schweizerischen Verbands für Frauenstimmrecht. 1923 war sie Gründungsmitglied der Vereinigung bernischer Akademikerinnen. Sie arbeitet mit bei der Saffa 1928 und 1958. Im Zweiten Weltkrieg setzte sie sich im zivilen Frauenhilfsdienst FHD ein. Sie stand 1938 bis 1956 an der Spitze des Dachverbandes Bund Schweizerischer Frauenvereine (BSF), danach präsidierte sie von 1959 bis  1966 den Bernischen Frauenbund (heute: Frauenzentrale).

## Archive
- Nachlass: Bestand AGoF 530 in den Findmitteln der Gosteli-Stiftung, Archiv zur Geschichte der schweizerischen Frauenbewegung
- SWA Schweizerisches Wirtschaftsarchiv Basel

## Werke
- Referentenführer. Hrsg. v. Aktionskomitee für die Petition betreffend die Einführung des Frauenstimmrechtes in der Schweiz. Bern 1929.
- Schweizerischer Verband für Frauenstimmrecht, Association suisse pour le Suffrage féminin: 1909–1934. Basel 1934.
- Die Berner Frau in der Vergangenheit. (Red.) Bern 1941.
- 25 Jahre Bernischer Frauenbund, 1920-1945, Bern 1945.
- Alliance de Sociétés féminines suisses, 1900–1950. 1950.
- Westindien. Bern 1969.